# Eriosema latifolium
Eriosema latifolium är en ärtväxtart som först beskrevs av William Henry Harvey, och fick sitt nu gällande namn av Charles Howard Stirton. Eriosema latifolium ingår i släktet Eriosema och familjen ärtväxter. Inga underarter finns listade i Catalogue of Life.